# 1084
1084 (MLXXXIV) var ett skottår som började en måndag i den julianska kalendern.

## Händelser

### Okänt datum
- I de svenska tronstriderna dödas Halsten och Inge den äldre förpassas till Västergötland. Svearna väljer den hedniske Blot-Sven till kung.
- Klostret Grande Chartreuse och dess munkorden i sydöstra Frankrike, grundas av Bruno från Köln.
- Henrik IV kröns till tysk-romersk kejsare.
- Rom är belägrat av den tysk-romerske kejsaren Henrik IV, och plundras sedan av Robert Guiscards normander, som har för avsikt att återställa påvemakten i staden, vilket leder till Roms skövling.
- Kyanzitthas regeringstid inleds i Myanmar.

## Födda
- Ludvig den tjocke, kung av Frankrike 1108–1137.
- David I, kung av Skottland 1124–1153.
- Li Qingzhao, kinesisk poet.

## Avlidna
- Halsten, kung av Sverige 1067–1070 och möjligen även sedan 1079 eller 1080.